# Albert Becker (szachista)
Albert Becker (ur. 5 września 1896 w Wiedniu, zm. 17 maja 1984 w Vicente Lopez w Argentynie) – szachista austriacki, reprezentant Niemiec i Argentyny (od roku 1939), mistrz międzynarodowy od 1953 roku.

## Kariera szachowa
Reprezentował Austrię na olimpiadzie szachowej w 1931 (zdobywając złoty medal za indywidualny wynik na IV szachownicy) oraz Niemcy na olimpiadzie w 1939 (gdzie wraz z drużyna zdobył złote medale olimpijskie). W 1937 został mistrzem Austrii. Becker przez wiele lat był redaktorem naczelnym miesięcznika szachowego "Wiener Schachzeitung". Napisał także wiele książek szachowych.
Wybrane sukcesy w turniejach międzynarodowych:
- Wrocław (1925) – dz. V-VII miejsce
- Wiedeń (1927) – II miejsce
- Wiedeń (1928) – dz. II-V miejsce (turniej pamięci Körnera)
- Wiedeń (1931, 1932, 1935) – I miejsce
- Linz (1934) – dz. I-II miejsce

Według retrospektywnego systemu Chessmetrics, najwyżej sklasyfikowany był w czerwcu 1931, zajmował wówczas 11. miejsce na świecie.